# Bierestafette
De bierestafette is een spel in ploegen van twee of meer personen per ploeg. Het is met name bij studenten bekend. In de jaren 50 van de 20e eeuw bestond het al. Het totaal aantal spelers is altijd even. Het spel is vooral gebaseerd op het snel consumeren van drank. Alle bekers moeten gelijk gevuld zijn.

## Spelvariant 1
Het spel begint met het verdelen van de ploegen. Zodra de ploegen zijn samengesteld, neemt ieder een kant van de tafel. Vervolgens maakt men een opstelling van doorsneebekers. Wanneer het startsignaal wordt gegeven, is het doel zo snel mogelijk de beker leeg te drinken en deze vervolgens met de onderkant op de tafelrand te zetten. Hierna is het het doel de beker via een tik tegen de onderkant een 'flip'-beweging te laten maken totdat de beker rechtop op de tafel staat met de opening naar beneden gericht.
Zodra een speler van de ploeg dit heeft bereikt, mag de volgende speler van de ploeg hetzelfde proberen. De ploeg waarvan het eerst alle spelers hun beker leegdronken en succesvol konden 'flippen', wint.

## Spelvariant 2
Een andere manier van spelen is het spelen zonder wachten. Iedereen begint tegelijkertijd na het startsignaal en vervolgens is de winnende ploeg de ploeg waarvan alle spelers als eerste hun bekers hebben omgedraaid.

## Spelvariant 3
Een derde variant, die bijvoorbeeld op de ONCS, maar ook bij veel studenten en studieverenigingen gebruikt wordt, wordt gespeeld door teams bestaand uit 4 of 5 personen. De regels zijn als volgt: iedereen krijgt twee biertjes en zodra de voordrinker, die ook de scheidsrechter is, zijn biertje heeft opgedronken, omgekeerd op het voorhoofd heeft gezet en daarna op tafel heeft gezet begint de eerste van het team met drinken. Zodra hij zijn biertje op heeft en  op tafel heeft gezet mag de tweede van het team drinken en zo verder tot de laatste van het team. Het laatste lid van het team wordt ook wel wisselpunt genoemd en drinkt twee biertjes achter elkaar waarna men weer teruggaat. Zodra de eerste van het team zijn 2e biertje opheeft en op tafel heeft gezet stopt de tijd. Strafseconden worden gegeven voor soppen (morsen van bier), het glas niet omgekeerd op het voorhoofd zetten nadat het leeg is en het niet de handen op de rug houden als men niet aan het drinken is. Het wisselpunt drinkt zijn twee biertjes met dezelfde hand. De winnaar is het team dat het snelst is.
Bij deze variant bierestafettes wordt er meestal eerst een tijdronde als voorronde gedronken, gevolgd door kwarte, halve en een finale, afhankelijk van het aantal deelnemende teams. In de finale wordt er soms anders gedronken. Een van de mogelijkheden is iedereen 3 bier laten drinken, wat betekent dat men heen-terug-heen drinkt en men dus twee wisselpunten heeft en eindigt bij het laatste lid van het team. Een andere mogelijkheid is het drinken van een of meerdere halve liters in plaats van de normale glazen bier.